# Lokal administrativ enhet
En lokal administrativ enhet (engelska: Local administrative units, LAU) är en typ av administrativ enhet inom Europeiska unionens Nuts-indelningssystem. Regionindelningen har utarbetats av den europeiska statistikmyndigheten Eurostat. Till en början fanns det fem nivåer i Nuts-indelningen, men sedermera ersattes nivåerna Nuts 4 och Nuts 5 av LAU 1 och LAU 2.  Nuts-indelningssystemet där LAU utgör den ena delen används som en regional indelning inom Europeiska unionen för statistikredovisning.

## LAU-nivåerna
LAU-indelningen har följande två nivåer:
1. Den övre LAU-nivån (LAU 1, före detta NUTS 4) har utarbetats i flertalet, men inte i alla EU:s 27 medlemsstater. Någon LAU 1-nivå har ännu inte utarbetats i Sverige, men i till exempel Finland utgör ekonomiska regionerna den nivån.
2. Den lägre LAU-nivån (LAU 2, före detta NUTS 5) utgörs av kommuner eller liknande administrativa enheter inom EU:s medlemsstater.

## Förteckning över EU:s medlemsstater
| EU:s medlemsstater | LAU 1                             | LAU 1 | LAU 2                                    | LAU 2   |
| ------------------ | --------------------------------- | ----- | ---------------------------------------- | ------- |
| Belgien            | - (Lika med NUTS 3)               | 0     | Communes – Gemeenten                     | 589     |
| Bulgarien          | Obshtini (Общини)                 | 264   | Naseleni Mesta (Населени Места)          | 5 329   |
| Cypern             | Eparchies – Kaza                  | 6     | Dimoi, koinotites                        | 613     |
| Danmark            | Kommuner                          | 98    | Sogn                                     | 2 148   |
| Estland            | Maakond                           | 15    | Vald/Linn                                | 215     |
| Finland            | Seutukunnat – Ekonomiska regioner | 82    | Kunnat – Kommuner                        | 446     |
| Frankrike          | -                                 | 0     | Communes                                 | 36 678  |
| Grekland           | Dimoi/Koinotites                  | 1 034 | Demotiko diamerisma/Koinotiko diamerisma | 6 130   |
| Irland             | Counties/County Boroughs          | 34    | DEDs/Wards                               | 3 440   |
| Italien            | -                                 | 0     | Comuni                                   | 8 094   |
| Kroatien           | -                                 | 0     | Općine                                   | 546     |
| Lettland           | Rajons, republikas pilsētas       | 33    | Pilsētas, novadi, pagasti                | 527     |
| Litauen            | Savivaldybės                      | 60    | Seniūnijos                               | 515     |
| Luxemburg          | Cantons                           | 13    | Communes                                 | 118     |
| Malta              | Distretti – Districts             | 6     | Il-Kunsilli Lokali – Local Councils      | 68      |
| Nederländerna      | -                                 | 0     | Gemeenten                                | 489     |
| Polen              | Powiat                            | 379   | Gmina                                    | 2 478   |
| Portugal           | Concelhos/Municípios              | 308   | Freguesias                               | 3 091   |
| Rumänien           | -                                 | 0     | Municipiu                                | 3 174   |
| Slovakien          | Okresy                            | 79    | Obce                                     | 2 928   |
| Slovenien          | Upravne enote                     | 58    | Občine                                   | 193     |
| Spanien            | -                                 | 0     | Municipios                               | 8 108   |
| Sverige            | -                                 | 0     | Kommuner                                 | 290     |
| Tjeckien           | Okresy                            | 77    | Obce                                     | 6 249   |
| Tyskland           | Verwaltungsgemeinschaften         | 539   | Gemeinden                                | 13 176  |
| Ungern             | Statisztikai kistérségek          | 168   | Települések                              | 3 145   |
| Österrike          | -                                 | 0     | Gemeinden                                | 2 381   |
| EU-27              |                                   | 3 696 |                                          | 121 233 |